# Юнусов, Адхам Юнусович
Адхам Юнусович Юнусов (14 июня 1910, ? — 16 октября 1971, Ташкент, Узбекская ССР, СССР) — советский и узбекский климатофизиолог и физиолог, академик (1952—71) и академик—секретарь (1953—56) АН Узбекской ССР.

## Биография
Родился 14 июня 1910 года. Учился в четырёх учебных заведениях — Узбекском институте просвещения, институте шелководства (окончил в 1932 году), Ташкентском сельскохозяйственном и медицинском институтах (последний институт окончил в 1934 году) и тут же был оставлен администрацией Ташкентского медицинского института, в котором он проработал с 1934 по 1943 год.
В 1945 году Адхама Юнусовича приглаcила администрация Ташкентского сельскохозяйственного института, где он проработал до 1949 года. В 1949 году возвратился в Ташкентский медицинский институт, где он до 1952 года занимал должность профессора и заведовал кафедрой физиологии. С 1956 по 1971 год заведовал лабораторией физиологии института краевой медицины.
Скончался 16 октября 1971 года в Ташкенте.

## Научные работы
Основные научные работы посвящены изучению обмена веществ в экстремальных условиях.
- Предложил эффективный режим питания в условиях жаркого климата.

## Научные труды
- Адаптация человека и животных к высокой температуре. — Ташкент : Фан, 1971. — 124 с.: черт

## Членство в обществах
- Председатель Физиологического общества И. П. Павлова в Узбекской ССР.